# Hildebrando Mendes Costa
Dom Hildebrando Mendes Costa (Porto Real do Colégio, 16 de junho de 1926) é um bispo católico brasileiro, bispo-emérito da Diocese de Estância.

## Biografia
Atuou como quarto Bispo auxiliar da Arquidiocese de Aracaju, no período de 1981 a 1986, e bispo de Estância entre 1983 e 2003. Atualmente é bispo-emérito. Sua fotografia está fixada no salão da cúria metropolitana de Aracaju, seguindo a sequência de bispos anteriores.
Segundo o jornalista Osmário Santos, em matéria publicada em seu site no dia 23 de setembro de 2003, diante da renúncia de Dom Hildebrando Mendes Costa do cargo de bispo diocesano de Estância, foi sucedido por Dom Marco Eugênio o qual tomou posse no dia 22 de agosto de 2003.
Em um documento chamado Manifesto pela Vida, assinado na 37ª Assembleia Geral da CNBB, de 14 a 23 de abril de 1999, o qual trata de atentados à vida e à família oriundos dos poderes públicos, consta sua assinatura como bispo de Estância.

## Ordenações Episcopais
Foi ordenante nas ordenações episcopais de: 
• Dom Mário Rino Sivieri (1997) 
• Dom Dulcênio Fontes de Matos (2001)  